# Новый мир (фильм, 1966)
«Новый мир» (итал. Un mondo nuovo, фр. Un monde jeune) — совместная французско-итальянская чёрно-белая драма режиссёра Витторио Де Сики. Фильм снят на французском языке. Премьера картины состоялась 13 мая 1966 года во Франции.

## Сюжет
Независимая фотохудожница Анна влюбляется во французского студента-медика Карло. Вскоре она узнаёт, что беременна. Этот факт ставит свободолюбивого Карло в трудное положение. Он решает, что Анне нужно сделать аборт, и чтобы достать деньги, занимается сексом с богатой женщиной старше него. Тем временем Анна раздумывает прерывать беременность.

## В ролях
| Актёр             | Роль                       |
| ----------------- | -------------------------- |
| Кристин Деларош   | Анна                       |
| Нино Кастельнуово | Карло                      |
| Мадлен Робинсон   | богачка                    |
| Пьер Брассёр      | фотограф                   |
| Жорж Вильсон      | врач-профессор             |
| Иза Миранда       |                            |
| Франсуа Брион     |                            |
| Таня Лопер        | Мари                       |
| Жанна Обер        |                            |
| Жан-Пьер Дарра    |                            |
| Франко Буччери    |                            |
| Антуан Де Руддер  |                            |
| Арлетт Жильбер    |                            |
| Пол Мерси         |                            |
| Шарль Мило        |                            |
| Лор Пайллетт      |                            |
| Шон Коннери       | Шон Коннери (нет в титрах) |

## Съёмочная группа
- Режиссёр-постановщик: Витторио Де Сика
- Сценарист: Чезаре Дзаваттини
- Продюсер: Рэймонд Фромент
- Оператор-постановщик: Жан Боффети
- Композитор: Мишель Коломбье
- Художник-постановщик: Макс Доуй